# Nesselscheibe
Die Nesselscheibe ist ein 1258 m hoher Gipfel in den Bayerischen Voralpen. Sie liegt genau auf der Gemeindegrenze zwischen Gmund am Tegernsee (Gemarkung Dürnbach) und Waakirchen.

## Topographie
Der Nesselscheiberücken mit Gefällberg bildet nach einem Knick das nördliche Ende des Bergrückens, der sich vom Luckenkopf über den Kogelkopf bis zur Holzer-Alm zieht. Es ist kein Gipfelkreuz oder eine sonstige Markierung vorhanden. In den nördlichen Hängen befinden sich zahlreiche Gräben, die das Quellgebiet des Dürnbachs bilden. Der Bergrücken ist weitgehend bewaldet, jedoch ist der Gipfelbereich vermutlich durch Sturmschäden derzeit weitgehend baumfrei.
Die Nesselscheibe kann über den Bergrücken von der Holzer-Alm oder aus der Richtung Kogelkopf als Bergwanderung oder per Mountain-Bike erreicht werden.